# Котово (Вармінсько-Мазурське воєводство)
Кото́во (пол. Kotowo, нім. Katzen) — село в Польщі, у гміні Лідзбарк-Вармінський Лідзбарського повіту Вармінсько-Мазурського воєводства.
Населення — 65 осіб (2011).

## Демографія
Демографічна структура станом на 31 березня 2011 року:
|          | Загалом | Допрацездатний вік | Працездатний вік | Постпрацездатний вік |
| -------- | ------- | ------------------ | ---------------- | -------------------- |
| Чоловіки | 36      | 7                  | 25               | 4                    |
| Жінки    | 29      | 6                  | 16               | 7                    |
| Разом    | 65      | 13                 | 41               | 11                   |